# Viktória-emlékmű
A Viktória-emlékmű (Victoria Memorial) Londonban, a Buckingham-palota előtt áll. A carrarai fehér márványból készített emlékművet 1901-ben, Viktória brit királynő halálának évében rendelték meg, és formálisan 1911-ben leplezték le.

## Felépítése
A Viktória brit királynőnek emléket állító szoborcsoport a Green Park déli oldalán, a Buckingham-palota előtt, a Trafalgar tértől vezető Mall végpontján áll. Klasszikus Eduárd-kori stílusban épült, tervezője Aston Webb építész volt, a szobrok túlnyomó többsége Thomas Brock alkotása. Az emlékmű 25 méter magas és 2300 tonna carrarai márványból faragták. A központi emlékmű 1906 és 1924 között készült el, de 1911-ben V. György brit király formálisan leleplezte.
Az emlékmű központi eleme a palotának háttal ülő Viktória-szobor, amely csaknem hat méter magas. Tőle jobbra az igazság, balra az igazságosság angyala. Az Igazság tükröt tart a kezében és eltapos egy kígyót, mellette egy kéziratot tanulmányozó nő és egy pálmaleveleket tartó kerub. Az Igazságosságot sisakban, karddal ábrázolta a szobrász, lábainál egy síró nő és egy kerub, amely mérleget tart a kezében. A királynővel ellentétes oldalon, szemben a palotával az Anyaság látható, amelyet egy nő és három gyerek testesít még. Szokták Jótékonyságnak is nevezni. Az emlékmű tetején a Győzelem szárnyas angyala áll, mellette a Bátorság és az Állhatatosság figurája. Mindhárom szobor aranyozott.
Az emlékmű központi elemének szétterülő talapzatát, amelyre lépcső vezet fel, alacsony fal határolja, amelyre további allegorikus bronzszobrokat állítottak, amelyeket Új-Zéland adományozott. Mindegyik szoborcsoport egy oroszlán és egy ember kettőséből áll. Brock eredetileg szárnyas oroszlánokat tervezett, végül azonban hagyományosak lettek. A szoborcsoportok a következő fogalmakat testesítik megː Mezőgazdaság és Kézművesipar, Béke és Haladás. Két másik szoborcsoport is található ittː a Művészet és tudomány, valamint a Hajózás és katonai hatalom. Láthatók még különböző tengeri lények szobrai is.
Az emlékműhöz tartoznak még emlékkertek és három kapu is (Ausztrália-kapu, Kanada-kapu, Dél- és Nyugat-Afrika-kapu), amelyeket szintén allegorikus figurákkal díszítettek. Mindegyikőjüknek pajzsa van, és az adott dominiumot jellemző állat vagy tárgy látható mellette.